# Scottish Challenge Cup 2009-2010
La Scottish Challenge Cup 2009-2010 (denominata ALBA Challenge Cup per motivi di sponsorizzazione) è stata la 19ª edizione della Scottish Challenge Cup. Al torneo hanno preso parte le 30 squadre partecipanti ai campionati organizzati dalla Scottish Football League. La manifestazione è stata vinta dal Dundee Football Club, per la seconda volta nella propria storia, grazie al successo ottenuto nella finale disputata contro l'Inverness.

## Calendario
| Turno            | Date              | Partite | Eliminazioni |
| ---------------- | ----------------- | ------- | ------------ |
| Primo turno      | 25-26 luglio 2009 | 14      | 30 → 16      |
| Secondo turno    | 18 agosto 2009    | 8       | 16 → 8       |
| Quarti di finale | 6 settembre 2009  | 4       | 8 → 4        |
| Semifinali       | 4 ottobre 2009    | 2       | 4 → 2        |
| Finale           | 22 novembre 2009  | 1       | 2 → 1        |

## Risultati

### Primo turno

#### Nord & Est
- Dundee promosso al secondo turno dopo sorteggio.

| Squadra 1       | Risultato       | Squadra 2       |
| --------------- | --------------- | --------------- |
| Dunfermline     | 2 - 1           | Arbroath        |
| East Fife       | 0 - 2           | Forfar Athletic |
| Elgin City      | 3 - 1           | Brechin City    |
| Inverness       | 1 - 1 (5-3 dcr) | Montrose        |
| Peterhead       | 1 - 2           | Cowdenbeath     |
| Ross County     | 3 - 2 (dts)     | Alloa Athletic  |
| Stirling Albion | 2 - 1           | Raith Rovers    |

#### Sud & Ovest
- East Stirlingshire promosso al secondo turno dopo sorteggio.

| Squadra 1          | Risultato | Squadra 2       |
| ------------------ | --------- | --------------- |
| Airdrie Utd        | 0 - 1     | Partick Thistle |
| Annan Athletic     | 2 - 0     | Queen's Park    |
| Ayr Utd            | 0 - 2     | Albion Rovers   |
| Dumbarton          | 0 - 1     | Greenock Morton |
| Queen of the South | 1 - 0     | Livingston      |
| Stranraer          | 4 - 2     | Berwick Rangers |
| Stenhousemuir      | 2 - 0     | Clyde           |

### Secondo turno
| Squadra 1       | Risultato | Squadra 2          |
| --------------- | --------- | ------------------ |
| Dunfermline     | 1 - 2     | Queen of the South |
| Ross County     | 2 - 1     | Greenock Morton    |
| Stirling Albion | 3 - 1     | Stenhousemuir      |
| Annan Athletic  | 1 - 0     | East Stirlingshire |
| Forfar Athletic | 1 - 6     | Partick Thistle    |
| Inverness       | 3 - 0     | Stranraer          |
| Elgin City      | 3 - 0     | Albion Rovers      |
| Cowdenbeath     | 0 - 3     | Dundee             |

### Quarti di finale
| Squadra 1       | Risultato       | Squadra 2          |
| --------------- | --------------- | ------------------ |
| Annan Athletic  | 4 - 2           | Elgin City         |
| Partick Thistle | 1 - 1 (3-4 dcr) | Inverness          |
| Ross County     | 2 - 0           | Queen of the South |
| Stirling Albion | 1 - 2           | Dundee             |

### Semifinali
| Squadra 1 | Risultato | Squadra 2      |
| --------- | --------- | -------------- |
| Inverness | 1 - 0     | Ross County    |
| Dundee    | 3 - 0     | Annan Athletic |

### Finale
| Squadra 1 | Risultato | Squadra 2 |
| --------- | --------- | --------- |
| Dundee    | 3 - 2     | Inverness |

| Arbitro: | Charlie Richmond |

|                                             |           |                         |
| Bulvītis 48’ (aut.) Harkins 53’ Forsyth 83’ | Marcatori | 20’ Bulvītis 33’ Rooney |